# Габисовы
Га́бисовы (осет. Габысатæ, Габыстæ; на дигорском диалекте — Габистæ) — осетинская фамилия.

## Антропонимика
Из осетинского детского слова (осет. гæбыс) ― ‘щенок’.

## Происхождение
Старейшины фамилии утверждают, что Габисовы, Бутаевы и Салбиевы являются потомками Цахила, сына Ос-Багатара. Предки этих фамилий жили в Стыр Мизуре Алагирского ущелья. Туда их пращур пришёл из села Кадиевых Куртатинского ущелья.
Из-за нехватки земли люди вынуждены были уйти в Дигорское ущелье. Среди них был Габис, основатель фамилии Габисовых. Он поселился в селении Галиат и обзавёлся семьей.
В Куртатинском ущелье отдельным поселением жили две фамилии: Цагараевы и Габисовы. Этот район назывался Калгон, туда Габисовы пришли из Алагирского ущелья.
На сегодняшний день фамилия Габисовых насчитывает 140 семей, которые проживают в городах Владикавказ, Алагир, Ардон, Беслан; в сёлах Дарг-Кох, Ольгинское, Сурх-Дигора, Фиагдон, Карджин, а также в Москве и Минске.

## Генеалогия
Родственными фамилиями (осет. æрвадæлтæ) являются Бутаевы, Каргиновы и Салбиевы.

## Известные носители
- Аза Николаевна Габисова (1929) — учительница осетинского языка и литературы, отличник народного просвещения, заслуженный учитель СО АССР.[3]

Спорт
- Альберт Габисов (1971) — мастер силовых трюков, мастер силового экстрима, трёхкратный рекордсмен мира в силовом экстриме.[4]
- Галина Батразовна Габисова (1985) — российская гандболистка, вратарь, тренер. Мастер спорта России международного класса.
- Камболат Ибрагимович Габисов (1930) — заслуженный тренер РСФСР по вольной борьбе, мастер спорта СССР.